# François Tosquelles
Francesc Tosquelles (Reus, 22 de agosto de 1912 - Granges-sur-Lot, 25 de setembro de 1994) foi um psiquiatra espanhol. Durante a Guerra Civil Espanhola, ele lutou no lado republicano pelo Partido Operário de Unificação Marxista. Ele é creditado como um dos criadores da psicoterapia institucional, um movimento influente na segunda metade do século XX. Sua tese de doutorado de 1948 para a Universidade de Paris foi intitulada 'A psicopatologia da experiência vivida' - "Parte psicologia gestalt, parte fenomenologia, parte neurobiologia, parte psicanálise, ela reviveu a noção hipocrática do médico-filósofo - iatros filosofos." Depois de experimentar ocupações militares ao longo de sua vida (alemão na França, espanhol na Catalunha, franquista na Espanha e estalinista nos partidos comunistas espanhóis), ele concluiu que a "ocupação" não era simplesmente uma realidade histórica, mas criava uma estrutura psíquica no indivíduo, e que para alcançar a liberdade, deve-se proceder pela "desocupação".
O médico martinicano e mais tarde ativista revolucionário Frantz Fanon foi um de seus alunos, que usou suas técnicas com algum sucesso enquanto morava em Blida, na Argélia, em meados da década de 1950.